# Myrmecocichla
Myrmecocichla é um género de aves da família Muscicapidae. Estas aves são conhecidas com o nome vulgar de cartaxo-formigueiro ou chasco.

## Espécies
Este género contém as seguintes espécies:
- Myrmecocichla aethiops
- Myrmecocichla tholloni
- Myrmecocichla formicivora
- Myrmecocichla monticola
- Myrmecocichla nigra
- Myrmecocichla melaena
- Myrmecocichla collaris
- Myrmecocichla arnotti